# Agata Budzyńska
Agata Budzyńska (ur. 10 lutego 1964, zm. 22 września 1996) – polska poetka, kompozytorka i piosenkarka.

## Życiorys
Urodziła się w Lubartowie. Po ukończeniu szkoły podstawowej uczyła się w klasie matematyczno-fizycznej w lubartowskim liceum. Maturę zdała 3 czerwca 1983. Studiowała filologię polską na Katolickim Uniwersytecie Lubelskim. Tytuł magistra uzyskała 31 stycznia 1990. Oprócz tego ukończyła studium zawodowe i otrzymała tytuł instruktora kulturalno-wychowawczego o specjalności teatralnej.
Początkowo występowała w duecie z Dorotą Najdą jako Buduar. W 1983 roku zespół otrzymał wyróżnienie w Ogólnopolskim Studenckim Przeglądzie Piosenki Turystycznej Yapa w Łodzi. Jako solistka zadebiutowała w 1984 roku na Studenckim Festiwalu Piosenki w Krakowie. Otrzymała wówczas wyróżnienie za pierwiastek kobiecości.
W latach 1985–1987 wystąpiła trzykrotnie na festiwalu Piosenki Miłosnej i Erotycznej Blyrwa i Amor w Poznaniu zdobywając kolejno: wyróżnienie, pierwszą nagrodę i Grand Prix Festiwalu. W latach 1990–1991 prowadziła w Lubelskim Domu Kultury cykliczne wieczory artystyczne pod nazwą Agata Budzyńska i jej goście. W latach 1991–1994 współpracowała z Teatrem Literacko-Muzycznym w Lublinie. Występowała w bajkach dla dzieci, a także w programie poetyckim Niedokończona krucjata dla młodzieży szkół średnich.
29 sierpnia 1992 poślubiła Andrzeja Trąbkę.
Zmarła tragicznie na Mazurach w wyniku zatrucia czadem z piecyka, nocując z przyjaciółmi na żaglówce, podczas jednego z festiwali piosenki turystycznej.

## Twórczość i upamiętnienie
Pozostawiła po sobie wiele wierszy i piosenek. Jej autorstwa są „Piosenka dla moich przyjaciół” (Moi przyjaciele, bądźcie zawsze ze mną...) i „Pioseneczka” (znana bardziej jako „Aniołek” – Narysuję dla ciebie aniołka...) śpiewane często przy ogniskach lub podczas imprez turystycznych.
W roku 1997 nakładem wydawnictwa Norbertinum ukazała się książka „Rozpalcie nowe słońca – Agata Budzyńska w piosenkach, listach, wywiadach, wspomnieniach” (ISBN 83-86837-50-0), a jej drugie wydanie – w roku 2003 (ISBN 83-7222-127-8).
W 2007 roku odbył się koncert „Agacie Budzyńskiej – Przyjaciele”, na którym zaśpiewano piosenki Budzyńskiej. Koncert promował płytę „Agacie Budzyńskiej – Przyjaciele” oraz wydaną na tę okoliczność książeczkę z tekstami zaśpiewanych piosenek „Niech cię dobre anioły”.
Piosenkę „Gdy smutno” nagrała w 2001 roku Jolka Sip, wokalistka Federacji, razem z resztą materiału opublikowała na płycie „A poza tym...” w roku 2012.

## Dyskografia
Jeśli nie zaznaczono inaczej, autorką słów i muzyki jest Agata Budzyńska.
Dni człowieka są jak trawa (1989, płyta CD)
1. Po tamtej stronie lasu
2. Uczę się twojej nieobecności
3. Pioseneczka – Aniołek
4. Psalm
5. Drugi człowiek jest mi kwiatem (sł. E. Kuriatto)
6. Sen
7. Opowieść o przyjaźni
8. Testament
9. Bal
10. Kartka z Wenecji
11. Romans
12. Biała kartka
13. Gdy smutno
14. Dałeś mi Panie
15. Patrz stoję tu

Rozmowa z przyjacielem (1991, kaseta magnetofonowa)
1. Pogodna łagodna samba
2. List maleńkiej żony
3. Gdy smutno (sł. A. Skoczylas, A. Budzyńska, muz. A. Budzyńska)
4. Kartka z Wenecji
5. Przesłanie (sł. A. Przybylska, A. Budzyńska, muz. A. Budzyńska)
6. Pieśń o dniu, który przemija (sł. Garcia Larca, muz. T. Mazur)
7. Czy warto (sł. E. Stachura)
8. Taki dzień (sł. J. Twardowski)
9. Dwie krople
10. Odezwij się (sł. E. Stachura)
11. Na mojej wyspie
12. Pioseneczka
13. Opowieść o przyjaźni

Agacie Budzyńskiej – Przyjaciele (2007, płyta CD)
Piosenki Agaty Budzyńskiej w wykonaniu innych artystów
1. Testament (wykonanie Agata Budzyńska)
2. Pioseneczka-Aniołek (wykonanie Tomasz Jarmużewski)
3. Zapomnienie (wykonanie Agata Rymarowicz)
4. Na mojej wyspie (wykonanie Basia Stępniak-Wilk)
5. Dom (wykonanie Ratatam)
6. Po tamtej stronie lasu (wykonanie Ania Kwiatkowska)
7. Romans (wykonanie Bez Cła)
8. Gdy smutno (wykonanie Anna Treter)
9. Kiedy wyruszasz w drogę (wykonanie Tomasz Jarmużewski)
10. Drugi człowiek jest mi kwiatem (wykonanie Ania Kwiatkowska)
11. Biała kartka (wykonanie Bez Cła)
12. Sen (wykonanie Alek Berkowicz)
13. Pieśń o dniu, który przemija (wykonanie Basia Stępniak-Wilk)
14. Piosenka pasterska (wykonanie Anna Treter)
15. Jadę sam (wykonanie Tadeusz Krok)
16. Opowieść o przyjaźni (wykonanie Agata Budzyńska)